# بوسكاندو أ كاسال (فلم)
البحث عن كاسال أو بوسكاندو أ كاسال (بالإسبانية: Buscando a Casal)، هُو فيلم دراما كوبي صدر سنة 2019 وأخرجه خورخي لويس سانشيز. اختير الفيلم ليكون الترشيح الرسمي لدولة كوبا للتنافس على جائزة أفضل فيلم دولي خلال حفل توزيع جوائز الأوسكار الثالث والتسعين، لكنه لم يكُن ضمن القائمة النهائية للجائزة.

## طاقم التمثيل
- ياسماني غيريرو في دور جوليان ديل كاسال.
- يادير فيرنانديز
- بلانكا روزا بلانكو.
- أرماندو ميغيل غوميز.
- مارلون لوبيز.

## روابط فنية
- مقالات تستعمل روابط فنية بلا صلة مع ويكي بيانات